# خراب القراد (وشحة)

تعديل مصدري - تعديل

خراب القراد هي إحدى قرى عزلة بنى سعد بمديرية وشحة التابعة لمحافظة حجة، بلغ تعداد سكانها 272 نسمة حسب تعداد اليمن لعام 2004.